# Nicolau Mäder
Nicolau Martim Mäder (Rio Negro, 21 de dezembro de 1861 – Curitiba, 1930) foi um empresário, industrial, comerciante e político brasileiro filiado ao Partido Republicano (PR).

## Biografia
Descendente de imigrantes suíços pelo lado paterno e luxemburguês pelo lado materno, era filho de Maria Bley e de Martin Mäder. Seu pai se estabeleceu na colônia germânica de Rio Negro em meados de 1860 e foi eleito camarista (vereador) e exerceu o cargo de procurador daquele município. Sua avó materna foi Isabel Guebert, descendente de alemães, e seu avô materno foi Nicolas Bley, imigrante luxemburguês que foi pioneiro em Rio Negro.
Nicolau Mäder casou-se com Francisca da Costa em 18 de abril de 1888 e juntos tiveram cinco filhos, entre eles os políticos Hugo Mader e Othon Mader.
Nicolau Mäder era maçom e desempenhou um protagonismo no cenário empresarial no Paraná, atuando em diversos segmentos. Em Paranaguá foi sócio da empresa de importação C. M. da Costa & Cia, onde seu sogro era gerente.
No ramo que atuou, destaca-se também o papel que desempenhou em relação a consolidação da hidrovia do rio Iguaçu. Ervateiro, teve a iniciativa de convidar outros proprietários de vapores que se uniram na formação de uma única empresa, com o objetivo de atender às diversas necessidades de transporte e que pudessem colocar à disposição dos clientes, diversos tipos de embarcações. Mäder acreditava que a fusão das empresas de navegação resolveria os problemas de transporte na região. Nicolau Mäder foi então eleito presidente da companhia e defendia uma empresa forte e que estaria focada na limpeza e desobstrução da via fluvial. O empreendimento contava com vários tipos de embarcações, que eram distribuídas conforme a carga, sua localização e o nível do rio; além disso, unificava também a administração e as equipes de trabalhadores. A Lloyd Paranaense S.A. foi fundada em 15 de março de 1915, com sede
no município de São Mateus do Sul, sob a denominação de Empresa de Navegação Fluvial. A companhia revolucionou a navegação e reaparelhou a frota, contribuindo muito para a economia paranaense.
Filiado ao Partido Republicano (PR), atuou na política e foi eleito deputado estadual, exercendo mandato entre os anos de 1908 e 1909.